# Perspektywa żabia

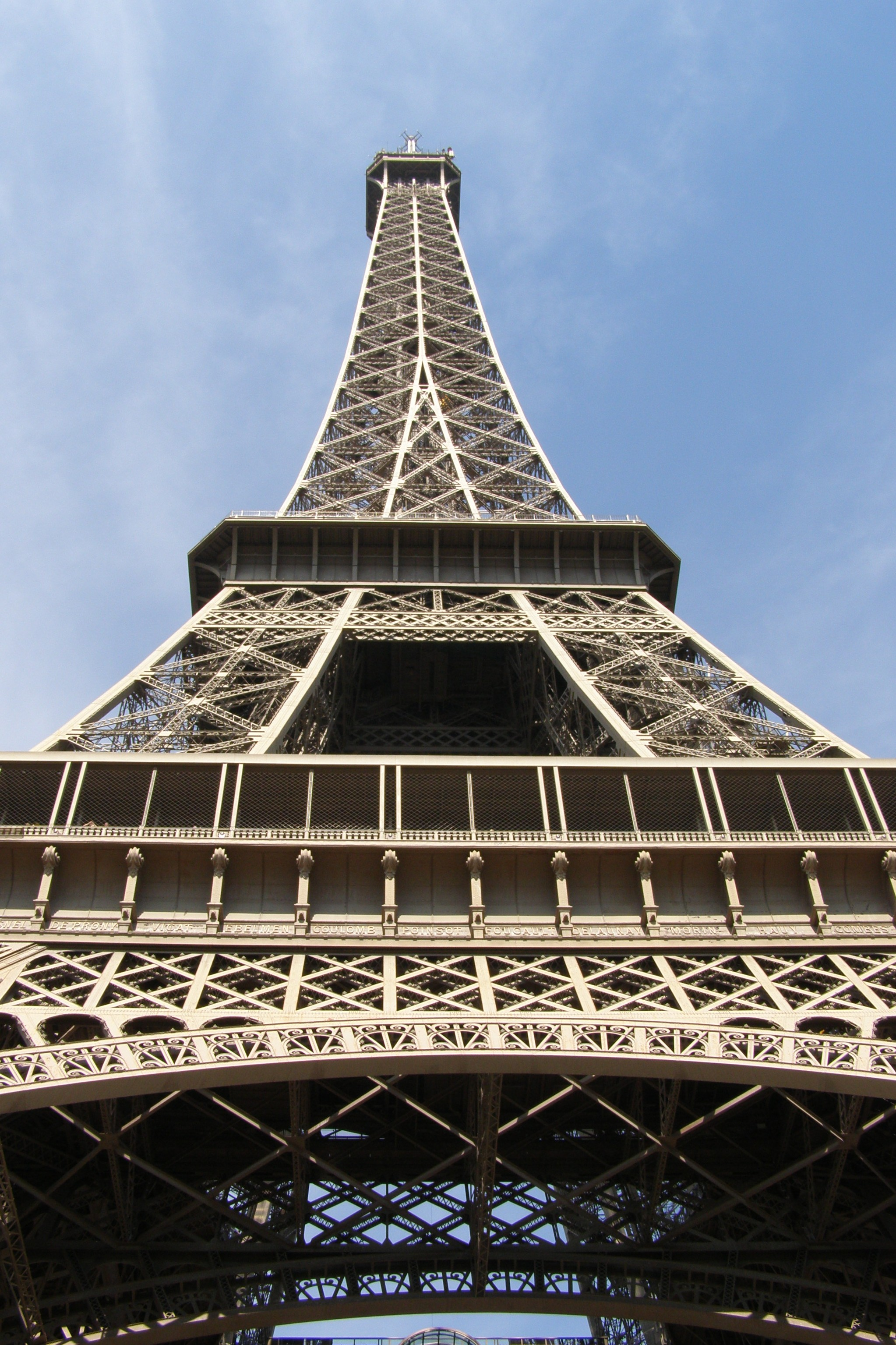
Wieża Eiffla w żabiej perspektywie

Perspektywa żabia (ang. worm’s-eye view) – sposób kadrowania zdjęcia lub ujęcia polegający na ustawieniu obiektywu na poziomie gruntu lub podłogi. Obiekt sprawia wtedy często wrażenie większego niż jest w rzeczywistości.